# Херман Бургос
Херман Бургос (ісп. Germán Burgos, нар. 16 квітня 1969, Мар-дель-Плата) — аргентинський футболіст, воротар. По завершенні ігрової кар'єри — футбольний тренер. Наразі входить до тренерського штабу клубу «Катанія».
Як гравець насамперед відомий виступами за клуби «Рівер Плейт» та «Атлетіко», а також національну збірну Аргентини.

## Клубна кар'єра
Народився 16 квітня 1969 року в місті Мар-дель-Плата. Вихованець юнацьких команд футбольних клубів «Альмагро де Флорида» та «Феррокаріль Оесте».
У дорослому футболі дебютував 1989 року виступами за «Феррокаріль Оесте», в якому провів п'ять сезонів, взявши участь у 104 матчах чемпіонату.
Своєю грою за цю команду привернув увагу представників тренерського штабу клубу «Рівер Плейт», до складу якого приєднався 1994 року. Відіграв за команду з Буенос-Айреса наступні п'ять сезонів своєї ігрової кар'єри. Більшість часу, проведеного у складі «Рівер Плейта», був основним голкіпером команди. За цей час виборов титул володаря Кубка Лібертадорес.
Протягом 1999—2001 років захищав кольори «Мальорки», проте не зміг здобути постійного місця в основі, провівши за 2 сезони лише 12 матчів у чемпіонаті.
2001 року перейшов до «Атлетіко», за який відіграв 3 сезони. У сезоні 2001/02 Бургос був основним голкіпером команди, але протягом наступних двох сезонів провів лише по 14 ігор у кожному.
Завершив професійну кар'єру футболіста виступами за «Атлетіко» влітку 2004 року.

## Виступи за збірну
1995 року дебютував в офіційних матчах у складі національної збірної Аргентини.
У складі збірної був учасником розіграшу Кубка Америки 1995 року в Уругваї, чемпіонату світу 1998 року у Франції, розіграшу Кубка Америки 1999 року у Прагваї та чемпіонату світу 2002 року в Японії і Південній Кореї, .
Всього, протягом кар'єри у національній команді, яка тривала 8 років, провів у формі головної команди країни 35 матчів.

## Кар'єра тренера
Розпочав тренерську кар'єру, повернувшись до футболу після невеликої перерви, 29 березня 2010 року, очоливши тренерський штаб клубу «Карабанкель».
З січня 2011 року працював помічником Дієго Сімеоне в клубах «Катанія» і «Расинг» (Авельянеда).
У грудні 2011 року разом з Симеоне прийшов в Атлетико, де виконував обов'язки асистента головного тренера.
Влітку 2020 року Херман Бургос оголосив про початок самостійної тренерської кар"єри.

## Титули і досягнення
- Володар Кубка Лібертадорес (1):

«Рівер Плейт»: 1996
- Володар Суперкубка Лібертадорес (1):

«Рівер Плейт»: 1997